# Adidas Superstar

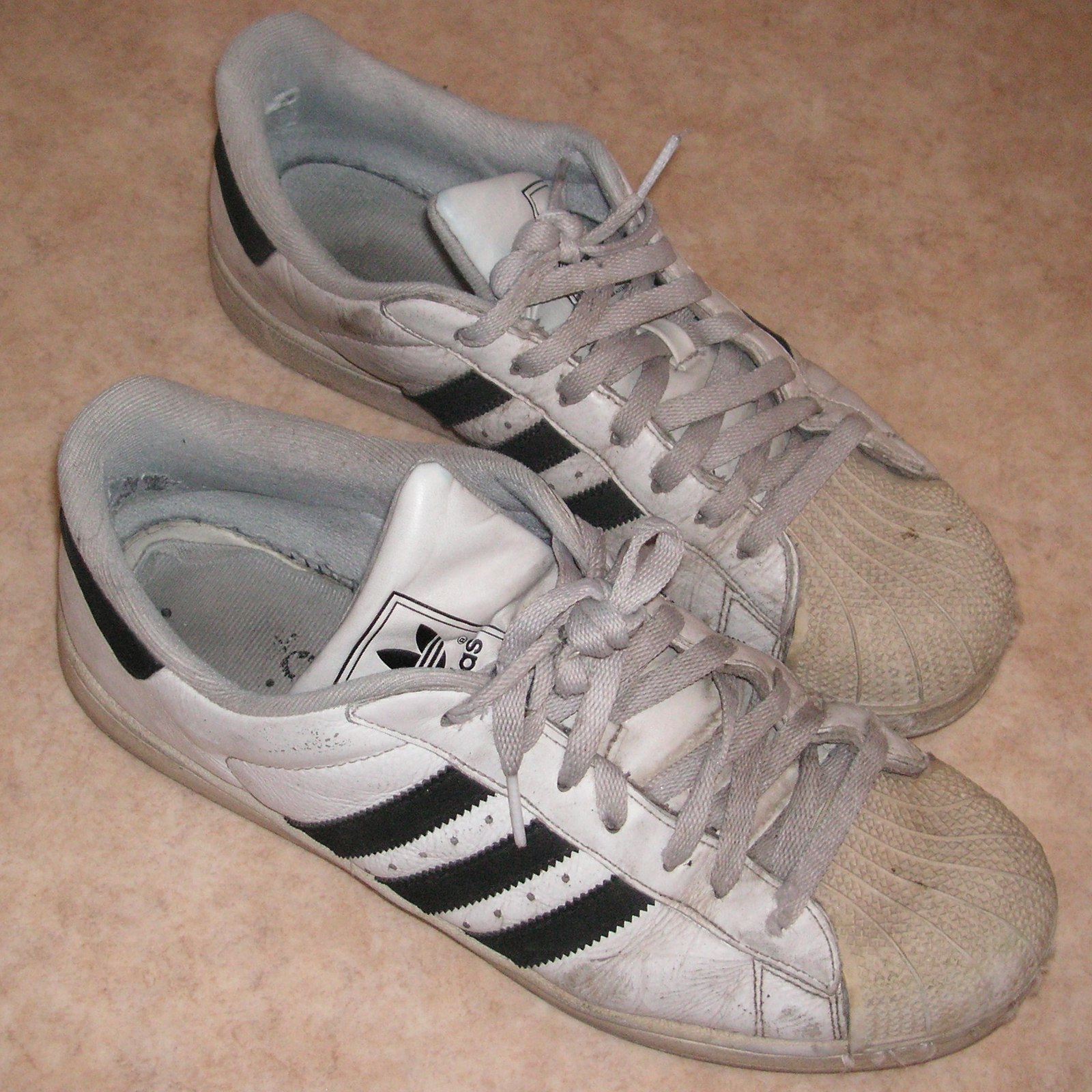
Adidas Superstar i sitt ursprungliga utförande.

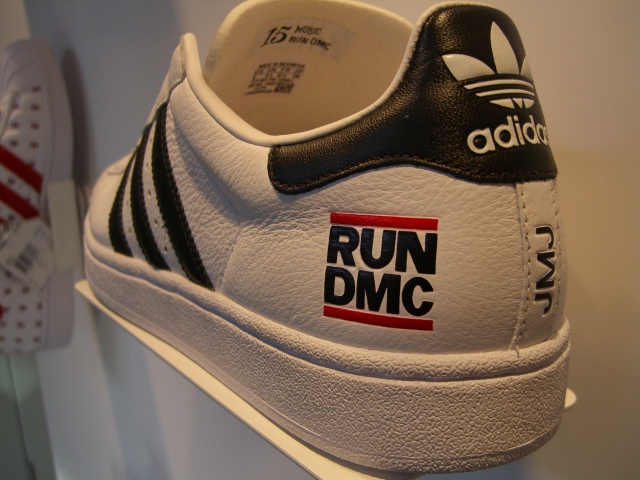
Exklusiv Adidas Superstar med Run DMC inpräntat.

Adidas Superstar är en klassisk basketsko som tillverkats av Adidas sedan 1969.
2005 firades skomodellens 35-årsjubileum, där världsikoner inom musik, mode och konst gick samman för att skapa en exklusiv kollektion av den. Bland annat Run DMC fick en sko med sitt namn inpräntat.